# Pattinaggio di figura ai VII Giochi olimpici invernali
Ai VII Giochi olimpici invernali del 1956 a Cortina d'Ampezzo (Italia), vennero assegnate medaglie in tre specialità del pattinaggio di figura. Le gare si disputarono allo Stadio Olimpico del Ghiaccio, capace di 15.000 posti a sedere.

## Programma
| Pattinaggio di figura ai VII Giochi olimpici invernali | Pattinaggio di figura ai VII Giochi olimpici invernali | Pattinaggio di figura ai VII Giochi olimpici invernali | Pattinaggio di figura ai VII Giochi olimpici invernali | Pattinaggio di figura ai VII Giochi olimpici invernali | Pattinaggio di figura ai VII Giochi olimpici invernali | Pattinaggio di figura ai VII Giochi olimpici invernali | Pattinaggio di figura ai VII Giochi olimpici invernali | Pattinaggio di figura ai VII Giochi olimpici invernali | Pattinaggio di figura ai VII Giochi olimpici invernali | Pattinaggio di figura ai VII Giochi olimpici invernali | Pattinaggio di figura ai VII Giochi olimpici invernali |
| Eventi / Giorni                                        | Gennaio 1956                                           | Gennaio 1956                                           | Gennaio 1956                                           | Gennaio 1956                                           | Gennaio 1956                                           | Gennaio 1956                                           | Febbraio 1956                                          | Febbraio 1956                                          | Febbraio 1956                                          | Febbraio 1956                                          | Febbraio 1956                                          |
| Eventi / Giorni                                        | 26                                                     | 27                                                     | 28                                                     | 29                                                     | 30                                                     | 31                                                     | 1                                                      | 2                                                      | 3                                                      | 4                                                      | 5                                                      |
| ------------------------------------------------------ | ------------------------------------------------------ | ------------------------------------------------------ | ------------------------------------------------------ | ------------------------------------------------------ | ------------------------------------------------------ | ------------------------------------------------------ | ------------------------------------------------------ | ------------------------------------------------------ | ------------------------------------------------------ | ------------------------------------------------------ | ------------------------------------------------------ |
| Maschile                                               |                                                        |                                                        |                                                        | Liberi                                                 |                                                        |                                                        | Finale                                                 |                                                        |                                                        |                                                        |                                                        |
| Femminile                                              |                                                        |                                                        |                                                        |                                                        | Liberi                                                 |                                                        |                                                        | Finale                                                 |                                                        |                                                        |                                                        |
| A coppie                                               |                                                        |                                                        |                                                        |                                                        |                                                        |                                                        |                                                        |                                                        | Finale                                                 |                                                        |                                                        |

## Podi
| Evento               | Oro                                   | Perform.   | Argento                            | Perform.   | Bronzo                             | Perform.   |
| Maschile (dettagli)  | Hayes Jenkins                         | 13/1497,95 | Ronnie Robertson                   | 16/1492,15 | David Jenkins                      | 27/1465,41 |
| Femminile (dettagli) | Tenley Albright                       | 12/1866,39 | Carol Heiss                        | 21/1848,24 | Ingrid Wendl                       | 39/1753,91 |
| A coppie (dettagli)  | Austria Elisabeth Schwarz Kurt Oppelt | 14/101,8   | Canada Frances Dafoe Norris Bowden | 16/101,9   | Ungheria Marianna Nagy László Nagy | 32/99,3    |

## Medagliere
| Posizione | Paese       |   |   |   | Totale |
| --------- | ----------- | - | - | - | ------ |
| 1         | Stati Uniti | 2 | 2 | 1 | 5      |
| 2         | Austria     | 1 | 0 | 1 | 2      |
| 3         | Canada      | 0 | 1 | 0 | 1      |
| 4         | Ungheria    | 0 | 0 | 1 | 1      |
| Totale    | Totale      | 3 | 3 | 3 | 9      |